# Новосельский, Николай Александрович
Никола́й Алекса́ндрович Новосе́льский (1818—1898) — российский чиновник и предприниматель. Стоял у основания  Русского общества пароходства и торговли, ряда крупных коммерческих предприятий. Одесский городской голова, тайный советник.

## Биография
Родился 23 ноября (5 декабря) 1818 года в Грайворонском уезде Курской губернии.
В 1840 году окончил Императорский Харьковский университет (философский факультет). В октябре 1841 года поступил на службу. С начала 1840-х годов и до 1879 года жил в Одессе. Во 2-й половине 1840 годов служил в частных коммерческих компаниях. С 1853 года был директором-распорядителем волжского пароходного общества «Меркурий».
После Крымской войны, по итогам которой Россия потеряла право на военный флот в Чёрном море, флигель-адъютант капитан 1-го ранга Аркас и коллежский советник Новосельский предложили создать частно-государственное пароходство Русское общество пароходства и торговли (РОПиТ). Интерес империи заключался в постройке формально торговых судов, которые в случае новой войны могли бы выполнять боевые задачи (то же касалось экипажей и ремонтных баз). С одобрения Александра II компания получала от казны кредиты, освобождения от пошлин и готовые корабли. Новосельский в 1856—1861 годах был директором-распорядителем этого Общества.
В 1858 году Новосельский профинансировал слияние пароходных компаний «Кавказ» (перевозки по Каспийскому морю) с работающими на Волге «Меркурием» и «Русалкой». До 1862 года был директором-распорядителем объединённой компании «Кавказ и Меркурий», также получавшей от правительства субсидии, льготы и заказы. Совместно с В. А. Кокоревым в 1858 году учредил акционерное общество для создания Волго-Донской железной дороги. С разрешения Одесской городской думы взял в 1858 году в аренду на 25 лет Хаджибейский и Куяльницкий лиманы, где вместо бальнеологического курорта организовал добычу соли. В 1868 году, уже став главой Одессы, передал солепромыслы Министерству финансов.
Был произведён 2 июня 1859 года в действительные статские советники и был награждён орденом Св. Владимира 3-й степени.
Получил в аренду у государства на 8 лет убыточный на тот момент курорт Кавказские Минеральные Воды и все целебные источники Ставропольской губернии в 1861 году. Нанял директором и главным врачом московского профессора Семёна Смирнова, который впервые поставил лечение на научную основу, учредил на курорте Русское бальнеологическое общество. На деньги Новосельского построили химическую лабораторию, издавали специальную литературу, разрабатывали методику лечения.
Инициировал углубление акватории одесского порта в 1861 году. Получил у государства на выполнение работ 500 тыс. руб. Через 5 лет первоначальная смета была превышена в 10 раз, деньги продолжали выделяться под гарантии генерал-губернатора Павла Коцебу. Организовал Одесское кредитное общество.
С 1 мая 1864 по 1 января 1867 года был в отставке. Затем более 10 лет занимал должность городского головы Одессы.
Главным достижением Новосельского за годы работы главой Одессы стало появление в городе водопровода (построен британской компанией на условиях концессии) и канализации. Современники называли Новосельского высокообразованным человеком, завзятым театралом, любителем путешествий. Отмечали также его «спекулятивную жилку» .
С 19 июля 1878 года по 20 сентября 1892 года вновь был в отставке. Затем был назначен членом Совета министра финансов. С июля 1879 года жил в Санкт-Петербурге. Участвовал в деятельности различных комиссий Министерства финансов, в разработке ряда законопроектов: об отмене круговой поруки, отмене соляного налога (1880), снижении выкупных платежей (1881), повышении государственного земельного налога (1883), о замене подушной подати с бывших гос. крестьян увеличенными выкупными платежами (1886).
В многочисленных работах, посвящённых финансовой проблематике, в начале 1880-х годов он уделял внимание мерам гос. контроля за оборотом денежной массы, направленным на стабилизацию денежной системы. Отмечал, что Министерство финансов, рассчитывая внешними займами помочь государству поддержать курс неразменных кредитных рублей, превратило это временное средство в постоянное, попав в силу этого под влияние иностранных банкиров, диктующих условия и влияющих на установление курса кредитного рубля. Установленный порядок покрытия процента по заграничным займам новыми займами (кредитами), увеличивая отечественную потребность в золоте, обременяя налогами население, не устраняет постоянного обесценивания кредитного рубля по отношению к золоту. По его мнению, разрешение кризиса кредитно-денежной системы было возможно путём выкупа из обращения всех кредитных билетов по нарицательной цене и выпуском вместо них банковских билетов правительственного или частного банка. Для реализации такого плана он предлагал организовать Российский оборотный банк с предоставлением ему права эмиссионной операции.
Умер 24 сентября 1898 года во время путешествия по Европе. Прах был сначала доставлен в Одессу, а после отпевания, по завещанию покойного, перевезен в Санкт-Петербург и захоронен на Новодевичьем кладбище. Там же были похоронены его жена Анна Павловна (урождённая Дегай) и сын Сергей.

## Сочинения
- Очерк европейской торговли в 1858 году. — [Санкт-Петербург]: тип. Мор. м-ва, [1859]. — 11 с.
- Социальные вопросы в России. — СПб.: Тип. В. В. Комарова, 1881.  IV, 168, [1] с.
  - Социальные вопросы в России / Н. А. Новосельский. — Изд. 2-е. — М.: URSS: ЛЕНАНД, сор. 2015. — 168 с. — (Из наследия мировой политологии; № 47). — ISBN 978-5-9710-2831-4.
- Мысли о возможности организации в России дешёвого кредита при действующей ныне финансовой системе. — СПб.: тип. В. В. Комарова, 1881. — 19 с., 1 л. табл.
- Мысли о возможности организации в России дешёвого кредита при неразменных бумажных деньгах]. — СПб.: тип. В.В. Комарова, 1883.  [2], 38 с., 1 л. табл.
- Средства к подъёму производительности России. — СПб.: тип. А. М. Котомина и К°, 1883. — IV, 222 с.
- Современные задачи государственной экономии в России. — СПб.: тип. В.В. Комарова, 1884. — [2], 51 с.
- Наши металлические займы. — М.: Унив. тип. (М. Катков), 1884. — 18 с., 1 л. табл.
- Биржевая спекуляция, назначающая курс нашего кредитного рубля. — СПб.: тип. В. Демакова, 1885. — [2], 26 с., 1 л. табл.
- Об установлении единства и стройности денежной системы. — СПб.: тип. В. Демакова, 1885. — 21 с.
- Задачи финансовой политики. — [Москва]: Унив. тип. (М. Катков), ценз. 1885. — 6 с.
- Об улучшении нашей денежной системы посредством открытия размена кредитных билетов на металлические рубли уменьшенной ценности. — СПб.: тип. и лит. А.И. Траншеля, 1887. — 54 с., 2 л. граф.
- Согласно ли с интересами государства и самого народа обращать государственную землю в полную собственность крестьян. — СПб.: тип. Гл. упр. уделами, 1896. — 27 с.

## Награды
- орден Св. Владимира 3-й ст. (1859)[5]
- орден Св. Станислава 1-й ст. (1869)
- орден Св. Анны 1-й ст. (1863)
- орден Св. Владимира 2-й ст. (1877)
- орден Белого орла (1894)
- орден Св. Александра Невского (1896)

Иностранные
- греческий орден Спасителя (командорский крест со звездой) (1871)
- турецкий орден Меджидие 1-й ст. (1873)
- черногорский орден князя Даниила 1-й степени

## Семья
Был дважды женат.
Первая жена — Екатерина Ивановна Ваценко (1823—21.05.1867), дочь сенатора И. З. Ваценко. Благодаря этому браку Новосельский сделала успешную карьеру и дослужился до чина статского советника. Вместе с мужем принимала участие в судьбе отца М. А. Балакирева, сам композитор был частым гостем в их доме и посвятил Екатерине Ивановне польку для фортепиано. Брак закончился разводом, после того, как Новосельская оставила мужа. Скончалась от водянки в Париже, похоронена на Монмартрском кладбище. Дети: Константин (1850) и Лидия (1860— ?; в замужестве Ингистова).
Вторая жена (04.03.1862, Париж) — Анна Павловна Дегай (ум. 09.05.1898), вдова поручика Шеншина, дочь сенатора П. И. Дегая. Дети: Сергей (1863), Мария (в замужестве фон Бушен), Рогенда (в замужестве Ингистова), Александр (1869— ?) и Ольга (1871—1933; в замужестве  за Н. Л. Муравьевым).

## Память
В Одессе была учреждена стипендия имени Новосельского, а его портрет должен был вечно находиться в большом зале городской Думы. Улица Ямская в Одессе, на которой жил экс-глава города, вскоре после его смерти была переименована в улицу Новосельского.